# Едуард Вінтер
Едуард Вінтер (нім. Eduard Winter; 16 вересня 1896, Гроттау, Північна Богемія, Австро-Угорщина (нині Градек-над-Нисою Ліберецького краю Чеської Республіки) — 3 березня 1982, Берлін НДР) — німецький історик-славіст. Дійсний член АН НДР (1948).

## Біографія
Народився в м. Гроттау (нині Градец, Чехія) у сім'ї чоботаря.
Відвідував гімназію в Чеській Липі, там же у 1915 році отримав атестат. У роки Першої світової війни служив в австро-угорській армії.
Вищу освіту отримав в Інсбруцькому університеті та Німецькому університеті Фердінанда в Празі (Чехія).
1934–1945 — професор кафедри церковної історії та доцент кафедри історії філософії Німецького університету; керівник докторської дисертації Iвана Лисяка-Рудницького про політичні погляди Михайла Драгоманова. З 1939 року член нацистської партії і СС, керівник Інституту духовної історії Східної Європи в складі Фонду Гейдриха в Празі, служив в СД.
1945 — співзасновник Інституту науки і мистецтва у Відні,  у 1946–1951 роках — професор кафедри східно-європейської історії в університеті Мартіна Лютера в Галле, 1948– 1951 — ректор цього університету; 1951– 1964 — професор кафедри східно-європейської історії університету Гумбольдта в Східному Берліні. Директор Інституту історії народів СРСР АН НДР, очолював також відділ історії в Інституті славістики АН НДР і робочу групу з історії слов'янських народів.
Брав участь у роботі багатьох міжнародних конгресів і конференцій, зокрема Слов'янського історичного конгресу (Зальцбург, Австрія, 1963), у відзначенні ювілею Івана Франка в Україні (1964), в роботі Міжнародного форуму діячів культури в Києві. Ініціатор проведення в Берліні (1964) Міжнародного шевченківського симпозіуму, на якому виступив із доповіддю. На основі матеріалів з архівів Австрії, НДР, ФРН і СРСР досліджував з позицій марксизму-ленінізму історію релігії та культури народів Східної Європи, в тому числі України й Росії. У співавторстві з П. Кірхнером підготував до друку німецькомовні твори I.Франка (1963), разом з Г. Ярошем — збірник досліджень радянських і німецьких учених «Революціонер-демократ Тарас Шевченко. 1814—1861» («Der revolutionare Demokrat Taras Ševčenko. 1814—1861», Берлін, 1976).
Лауреат Національної премії НДР (1956).
Помер у м. Берлін.

## Твори з української тематики
- Після подорожі по Закарпатській Україні в липні–серпні 1925 видав працю «Німці в Словаччині та на Підкарпатській Русі» / Die Deutschen in der Slowakei und in Karpathorussland. Münster: Aschendorff, 1926.
- Die jungen deutschen Sprachinseln in Galizien. Münster: Aschendorff, 1930.
- Nationale und religiöse Kämpfe in Galizien in der 2. Hälfte des 18. Jahrhunderts // Historisches Jahrbuch d. Goerres-Gesellschaft. H. 1/2 (1939). S. 27-34.
- Die Kämpfe der Ukrainer Oberungarns um eine nationale Hierarchie im theresianischen Zeitalter // Kyrios. Bd. 4, H. 2 (1939/40). S. 129—142.
- Byzanz und Rom im Kampf um die Ukraine. Prag, 1942 (український переклад: Візантія та Рим у боротьбі за Україну 955—1939. Прага: Юрій Тищенко, 1944 , link [Архівовано 20 серпня 2021 у Wayback Machine.]).
- Beiträge zur Geschichte und Kultur der Ukraine: ausgewählte deutsche Schriften des revolutionären Demokraten 1882—1915. Berlin (Ost): Akademie-Verlag, 1963.
- Der revolutionäre Demokrat Taras Ševčenko 1814—1861: Beiträge zum Wirken des ukrainischen Dichters und Denkers sowie zur Rezeption seines Werkes im deutschen und im westslawischen Sprachgebiet. Berlin (Ost): Akademie-Verlag, 1976.